# 追趕者
追趕者(The Chaser) 是一個以諷刺理念和製造惡作劇的澳大利亚喜剧表演團體，以澳大利亚廣播公司播出的《追趕者在那裹》(The Chaser's War on Everything)節目出名。 追趕者初期以寫諷刺報章起家。

## 成員
開始時，四個核心成員（Charles Firth、Dominic Knight、Julian Morrow与Craig Reucassel）都是來自悉尼大学。不久，Chas Licciardello、Chris Taylor和Andrew Hansen加入追趕者组合。James Edwards負責電視節目的剪接和商標設計。
其他創立者：Gregor Stronach、Johanna Featherstone、Sholto Macpherson、David Stewart and Arion McNicoll。
作出貢獻者：Kara Greiner、Richard Cooke、Shane Cubis和Tim Brunero。
創立期間加入的漫畫家：Fiona Katauskas和Andrew Weldon。
編劇人員：梁洛文(Lawrence Leung)、Shane Cubis和Kara Kidman。

## 追趕者報
1999年，追趕者報創刊，每期銷量在30,000份以下。當追趕者報被澳洲主要媒體以頭條形式報導後，受歡迎程度大幅提升。追趕者報曾經披露澳大利亚前總理霍華德的私人電話號碼当地报纸报道 （页面存档备份，存于）。追趕者也在每年发行《追趕者年報》(The Chaser)。

## 電視台和電台节目
2001年，他們製作了一个关注澳洲大選最新形勢的電視節目《追趕者看选举》(The Election Chaser)。2004年和2007年名为追趕者大选前哨(The Chaser Decides)，2010年名为Yes We Canberra，名称讽刺美国总统奥巴马在2008年总统大选参选时代口号Yes We Can。
2002至2003年，他們和澳洲廣播公司共同製作諷刺美國有線電視新聞網的獲獎節目《CNNNN》。
2004-2005年，追趕者组合的Chris和Craig主持澳洲廣播公司Triple J電台節目《Today Today》。
2005年播出《追趕者新聞快报》(Chaser News Alert)。

### 追趕者马戏团
2005年3月，在悉尼狂笑喜劇節(Sydney Big Laugh Comedy Festival)期間，追趕者制作组製作了一個85分鐘長、諷刺太阳马戏团的諷刺性舞台劇《追趕者马戏团》(Cirque du Chaser)，并帶有政治性和時事性的諷刺。製作大受歡迎，表演場數由原來7場加至8場。
2005年9月至10月，追趕者藝坊马戏团再接再厲，作全國性巡迴演出，所到之地包括布里斯本、墨爾本、紐卡素、五龍崗和坎培拉。

## 追趕者战争(The Chaser's War on Everything)
第一季于2006年2月17日至9月8日播出，总共26集。前13集的DVD于2006年8月17日发行，3个月后发行剩余13集的DVD。
第2季于2007年3月28日至11月14日播出，总共26集。 
第3季于2009年5月27日至7月29日播出，但是因为第2集播出虚假信息的原因，从原来的10集减为8集。

## 軼事
2007年美國副總統切尼訪澳期間，追趕者组合的成員被列在對副總統有威脅的恐怖分子、示威者、無政府主義者名單上。
2007年9月6日， 亞太經合組織會議在悉尼舉行期間， 包括追趕者组合成員Chas和Julian在內的11人假冒加拿大官方車隊， 成功獲得警方授權通過2個檢查站後， 在紅色禁區外掉頭、準備離開之際，被警方截停。一名假扮為拉登的成員隨即步出車外，并到美国前总统布什所入住的酒店附近，此時警方才明白他們的失職。

## 註腳
1. ↑  .   [2007-03-28]. （原始内容存档于2007-03-06）.
2. ↑  演员假扮拉登接近布什下榻宾馆 （页面存档备份，存于） - 中新社

## 外部連結
- 追趕者官方網站 （页面存档备份，存于）